# 안경전
안경전(安耕田)은 대한민국의 사상가이자, 증산도 최고 지도자인 종도사(宗道師)로 1974~1975년 부친인 안운산(安雲山) 태상종도사를 모시고 지금의 증산도를 개창했다. 
24세 되는 해에 다가오는 대개벽 세계의 경계를 직접 체험하고 증산도 진리를 널리 전하기 위해 증산도의 진리(1981)를 펴내고 포교에 전념하였다. 그 후 이것이 개벽이다를 출간하고 1980년대 전국 대학가에서 강연회를 개최하는 등 젊은 대학생들이 증산도의 주축이 되었다.
1984년 증산도대학교를 설립하고, 20년 동안 현장 답사와 증언을 토대로 증산 상제님과 태모 고수부님의 행적과 말씀을 담은 증산도 통일 경전 도전(道典)을 발간하였다.(1992)
1998년 증산도상생문화연구소를 설립하고, 2003년 『도전』 개정판을 출간하였다. 또한 영어, 불어, 독어, 일어, 스페인어, 중국어, 러시아어판 『도전』을 번역했다.
2007년 STB상생방송을 개국하여 증산도 대중화의 길을 열었다.